# Petr Kazantsev
Petr Kazantsev (tiếng Belarus: Пётр Казанцаў; tiếng Nga: Пётр Казанцев; sinh 22 tháng 4 năm 1998) là một cầu thủ bóng đá Belarus. Tính đến năm 2017, anh thi đấu cho Minsk.